# Chotsimski rajon
Chotsimski rajon (ryska: Хотимский район, vitryska: Хоцімскі раён) är ett distrikt i Belarus.   Det ligger i voblasten Mahiljoŭs voblast, i den östra delen av landet, 300 km öster om huvudstaden Minsk.